# Kosdi-patak
A Cselőte-patak a Gödöllői-dombságban ered, Kosd északkeleti határában, Pest vármegyében, mintegy 220 méteres tengerszint feletti magasságban. A patak forrásától kezdve déli irányban halad, majd Kosd déli részénél éri el a Gombás-patakot.
A Cselőte-patak Kosdtól délre ömlik bele.

## Part menti település
- Kosd